# Anodontosaurus
Anodontosaurus é um gênero extinto de dinossauros anquilossaurídeo dentro da subfamília Ankylosaurinae. É conhecido por toda a extensão da Formação Horseshoe Canyon do Cretáceo Superior (do meio do Campaniano tardio ao estágio "meio" do Maastrichtiano, cerca de 72,8-67 Ma atrás) do sul de Alberta, Canadá. Contém duas espécies, A. lambei e A. inceptus.

## Descoberta
Anodontosaurus foi nomeado por Charles Mortram Sternberg em 1928, com base no holótipo CMN 8530, um esqueleto parcialmente preservado incluindo o crânio, meio anel, armadura e outros restos pós-cranianos. O esqueleto severamente esmagado foi coletado por Sternberg em 1916 de uma pedreira do Museu Canadense da Natureza, 8 milhas a sudoeste de Morrin. Ele foi coletado da parte superior da Formação Lower Horseshoe Canyon (unidade 2), datando do último Campaniano ao primeiro estágio Maastrichtiano do período Cretáceo Superior, cerca de 71-70,2 milhões de anos atrás. O nome genérico significa "lagarto sem dentes" em grego antigo. Foi inspirado pelo fato de que o dano de compressão ao espécime havia removido os dentes, ao mesmo tempo em que deslocava vários elementos redondos e planos abaixo do crânio e no topo da mandíbula esquerda, levando Sternberg a supor que grandes "placas de trituração" haviam substituído a dentição normal. O nome específico, lambei, homenageia Lawrence Lambe, o geólogo e paleontólogo canadense do Geological Survey of Canada, onde o holótipo foi depositado.
Em 1986, Coombs examinou o espécime AMNH 5266, na época por ele referido como Euoplocephalus, e determinou que era um juvenil. Consiste em cinco centros vertebrais, um arco neural, uma dorsal e duas costelas sacrais, o ísquio direito, o membro posterior direito completo, o pé direito, um pé esquerdo incompleto e vários outros fragmentos. AMNH 5266 foi descoberto em 1912 em Red Deer River e foi coletado por Barnum Brown com a ajuda de Peter Kaisen, George Olsen e Charles M Sternberg nos sedimentos da Formação Horseshoe Canyon.